# Московство
Московство — книга українського історика і публіциста Павла Штепи, написана в 1968 році.

## Анонс
В книзі аналізуються передумови, витоки, закономірності виникнення і розвитку московської (російської) держави та суспільства, на основі історичних матеріалів, фактів і свідчень численних авторів з багатьох країн світу. Також автор всестороннє досліджує російський імперіалізм та шовінізм, в тому числі колонізаторську політику щодо інших націй. Досліджується пацифікаторська політика Росії щодо підвладних народів. Також автор досліджує національний менталітет, вдачу і традиції москвин (росіян), а також їхню взаємодію з іншими націями. Зокрема в книзі аналізуються російсько-українські відносини. Книга розрахована як на фахівців — істориків, політологів, так і на широкого масового читача.

## Зміст книги
- Вступ
- I. Походження москвина
- II. Мова і література москвина
- III. Ледарство і волоцюзтво москвина
- IV. Безвласність і злодійство москвина
- V. Безбожництво і розпуста москвина
- VI. Жорстокість москвина
- VII. Рабство і деспотія москвина
- VIII. Державний лад москвина
- IX. Творча яловість москвина
- X. Залізна завіса москвина
- XI. Яничарство задля москвина
- XII. Загарбництво москвина
- XIII. Колоніалізм москвина
- XIV. Смертоносність москвина
- XV. Московщення
- XVI. Націоналізм москвина
- XVII. Месіанство москвина
- XVIII. Духовність москвина
- XIX. Іноземці про московство
- XX. Москвини про московство
- XXI. Руйнівник московства[3]
- Примітки

## Оцінка твору
Есеїст і кінокритик Андрій Безсмертний-Анзіміров стверджує, що, спостерігаючи сьогодні дії та стан Росії-Московії, основні висновки П. Штепи неможливо спростувати.